# 尹映淑
尹映淑（1971年9月10日—）是一名韩国女子射箭运动员。她曾参加了1988年汉城奥林匹克运动会，并在比赛中获得女子射箭团体金牌以及个人铜牌。